# Ostrówki (województwo wielkopolskie)
Ostrówki – wieś w Polsce położona w województwie wielkopolskim, w powiecie chodzieskim, w gminie Budzyń.
W latach 1975–1998 miejscowość położona była w województwie pilskim.
Wieś sołecka - zobacz jednostki pomocnicze gminy Budzyń w BIP